# Udzungwa Mountains National Park

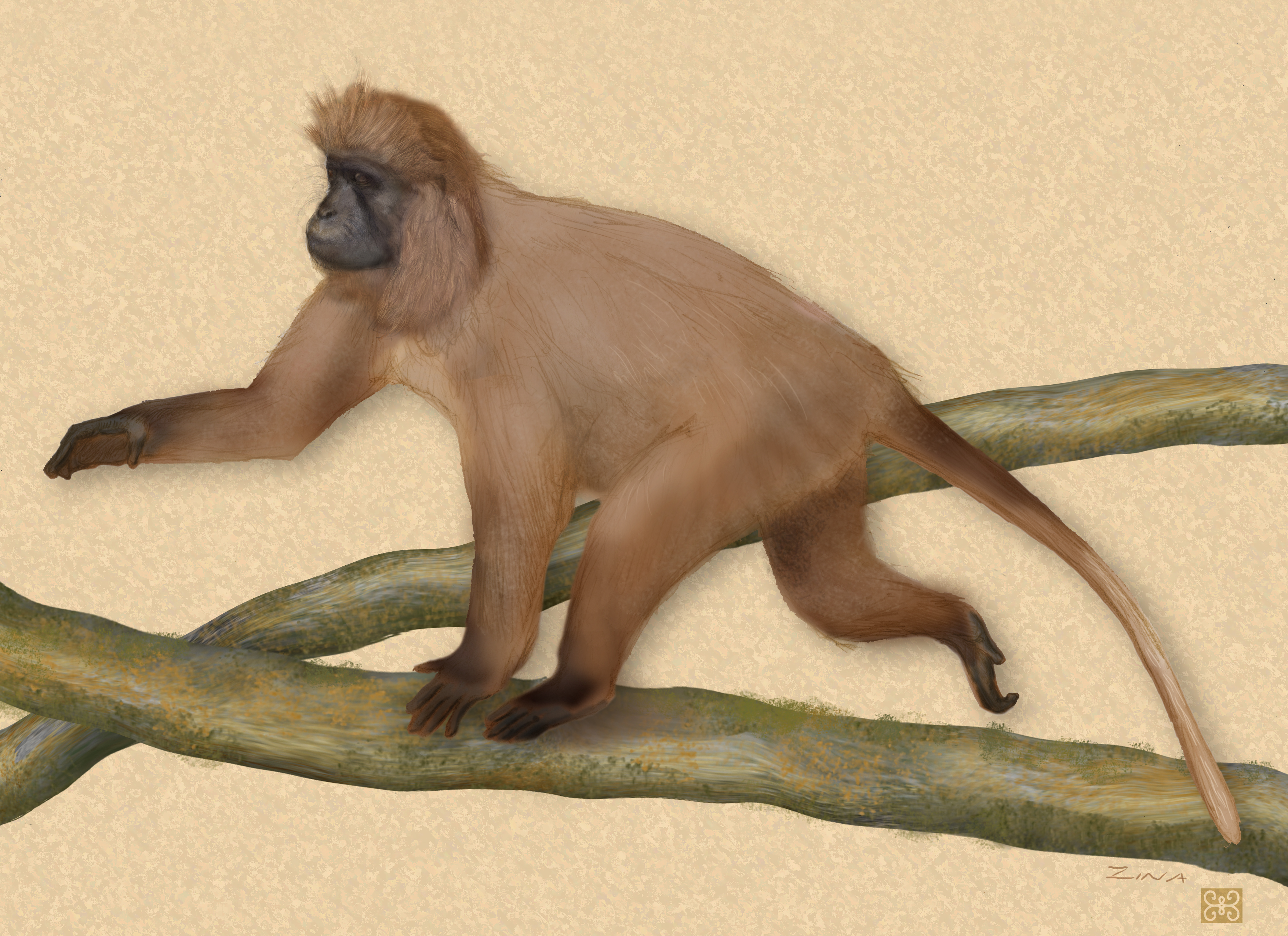
Paviánec kipunji - opice nežijící nikde v zajetí

Udzungwa Mountains National Park je tanzanský národní park na jihu centrální Tanzanie; byl vyhlášen v roce 1999. Administrativně se rozkládá asi z 80 % v regionu Iringa, zbytek v regionu Morogoro, jeho výměra činí 2000 km². Podle World Wildlife Fund je jedním z ekoregionů s globálním významem. Zabírá částečně území, která byla ochraňována již za německé nadvlády.
Mnohé zdejší rostlinné druhy jsou endemické, asi 150 druhů je považováno za léčivé. Žije zde také množství endemických plazů, obojživelníků, hmyzu, ptáků a savců. Nejvzácnější, tudíž těžko spatřitelní, jsou endemičtí primáti gueréza stříbřitonohá (Procolobus gordonorum) a mangabej chocholatý (Cercocebus galeritus). Největší raritou parku však je primát paviánec kipunji (Rungwecebus kipunji), kterých zde žije 75 až 250 jedinců.
Prohlídky jsou s ohledem na členitost terénu a ochranu přírody pouze pěší s průvodci po dobrých lesních cestách. Součásti prohlídek může být i 170 m vysoký vodopád Sanje Waterfall, nebo, jako v jediném národním parku Tanzanie, lze zařadit i prohlídky jeskyní sloužících k náboženským obřadům dávných obyvatel.

## Krajina
Národní park je orientován severojižním směrem v délce asi 130 km, převážně na horském hřebenu Udzungwa Mountains, který je součásti pohoří Eastern Arc Mountains. Pohoří bylo vytvořeno před více než 200 miliony lety.
Druhová bohatost flóry i fauny je dána polohou parku v nadmořské výšce od 250 m až po 2576 m (vrchol hory Lohomero). Zahrnuje hustý tropický prales, mlžný les, mnohdy již sekundární horský les klenoucí se téměř po celém vrcholu pohoří, savany i louky. V parku jsou také na sezónně zaplavovaných místech husté porosty bambusu i otevřená vřesoviště. Do této oblasti zasahují převážně východní větry z Indického oceánu, které přinášejí neustálou vláhu a zajišťují na návětrné straně vlhké tropické klima – spadne tam až 2000 mm srážek ročně. Je zeleným ostrovem v okolní vyprahlé savaně obklopující pohoří na mnoho kilometrů daleko.

## Dostupnost
Udzungwa Mountains National Park je vzdálen zhruba 350 km od největšího tanzanského města Dar es Salaamu ležícího na pobřeží Indického oceánu a 50 km jihozápadně od známějšího národního parku Mikumi National Park. Vlaková zastávka v Mang'ula je 30 minut chůze od vchodu do parku.
Navštívit park lze kdykoliv, doporučuje se však červen až říjen, kdy relativně prší nejméně.

## Poznámka
Je to jediný národní park v Tanzanii, ve kterém může okolní domorodé obyvatelstvo (ostatně velice chudé) pro uspokojení svých základních potřeb tradičně sbírat suché dřevo, sekat traviny k pokrytí střech svých domů a sbírat léčivé byliny. Právě sběr dřeva je největší problém, protože je odnášeno nejen pro vlastní potřebu, ale je s ním i obchodováno a je užíváno v okolních průmyslových podnicích (např. pivovar).